# Негри (река)
Не́гри (англ. Negri River) — река в Австралии. Правый приток среднего течения реки Орд. Протекает на севере страны, большей частью в пределах Северной территории, низовье — в Западной Австралии.
Длина реки составляет примерно 95 км.
Негри начинается к западу от Инверуэя на северо-западе Северной территории. В верхней половине течёт преимущественно на север, в нижней — на северо-запад. Впадает в Орд к югу от Спринг-Крик на северо-восточной окраине Западной Австралии.
Река названа путешественником Александром Форрестом 2 августа 1879 года в честь Христофоро Негри, одного из основателей Итальянского географического общества.